# Alamo (Texas)
Alamo je město v okrese Hidalgo County ve státě Texas ve Spojených státech amerických. K roku 2010 zde žilo 18 353 obyvatel. S celkovou rozlohou 14,8 km² byla hustota zalidnění 996,5 obyvatel na km². V roce 1836 zde proběhla bitva o Alamo.